# Telmatoscopus quadripunctatus
Telmatoscopus quadripunctatus és una espècie d'insecte dípter pertanyent a la família dels psicòdids que es troba a Nord-amèrica: el Quebec i Ontario.